# Mýrdalshreppur
Mýrdalshreppur és un municipi d'Islàndia, a la regió de Suðurland, situat al sud de la glacera Mýrdalsjökull. Té una extensió de 749,1 km² i una població de 965 habitants a primer de gener de 2025.
El municipi va ser creat el primer de gener de 1984 per la fusió dels antics municipis de Dyrhólahrepp i Hvammshrepp.
La principal població del municipi és Vík í Mýrdal.

## Llocs d'interès
- Dyrhólaey
- Katla
- Mýrdalsjökull
- Pétursey
- Reynishverfi